# Primera Angostura
Primera Angostura (que l'on trouve parfois dans les sources francophones sous le nom de « premier goulet ») est petit détroit situé à l'intérieur du détroit de Magellan, dans la région de Magallanes et de l'Antarctique chilien, au sud du Chili. Il est situé à proximité de Punta Delgada.
Il est situé entre la commune de San Gregorio dans la province de Magallanes, au nord, et la commune de Primavera dans la province de Tierra del Fuego, au sud. Il est la partie la plus étroite du détroit entre le continent et la Terre de Feu.
Ce petit détroit a été nommé Primera Angostura étant le premier goulet du détroit que les navires devaient passer lorsqu'ils traversaient le détroit d'est en ouest.
La compagnie de ferries Transbordadora Austral Broom S.A. opère à travers le détroit.

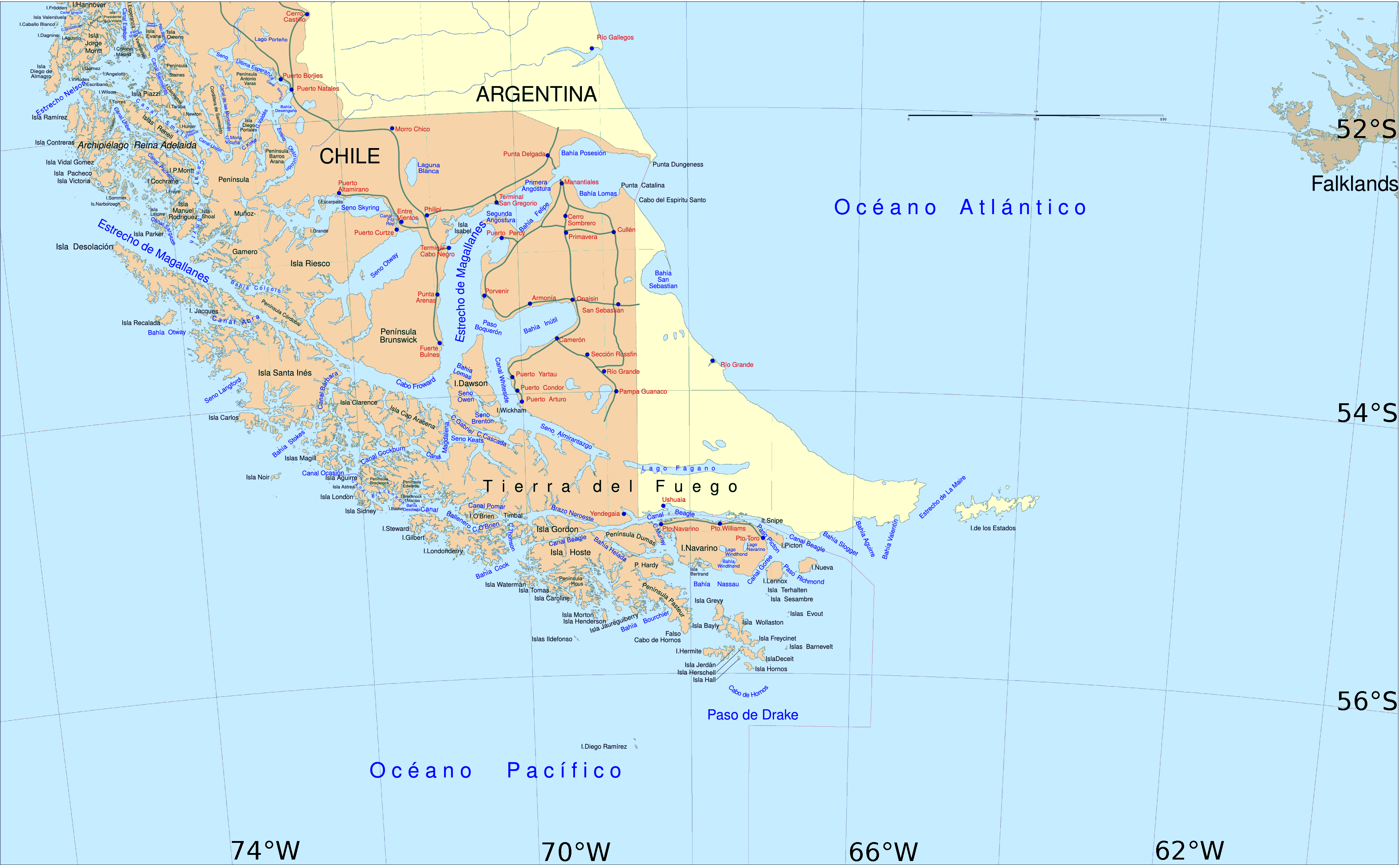
Primera Angostura, à l'ouest de la baie Possession, dans la partie orientale du détroit de Magellan
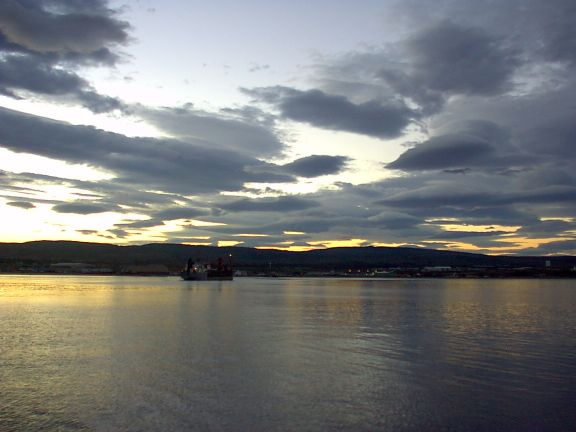
Le détroit de Magellan au coucher de soleil.